# Jamal Wilson
Pour les articles homonymes, voir Wilson.
Jamal Wilson, né le 1er septembre 1988, est un athlète des Bahamas, spécialiste du saut en hauteur.

## Carrière
Le 9 janvier 2016, il franchit 2,30 m à Nassau, record personnel en plein air, avant de battre ce record en salle, avec 2,31 m, le 12 février 2016 à Linz.
Il ne confirme pas ces mesures lors des Championnats du monde en salle à Portland, où il ne franchit que 2,20 m et termine 11e du concours.

## Palmarès
| Date | Compétition                              | Lieu         | Résultat | Marque |
| ---- | ---------------------------------------- | ------------ | -------- | ------ |
| 2014 | Jeux d'Amérique centrale et des Caraïbes | Xalapa       | 5e       | 2,18 m |
| 2016 | Championnats du monde en salle           | Portland     | 11e      | 2,20 m |
| 2018 | Championnats du monde en salle           | Birmingham   | 9e       | 2,20 m |
| 2018 | Jeux du Commonwealth                     | Gold Coast   | 2e       | 2,30 m |
| 2018 | Jeux d'Amérique centrale et des Caraïbes | Barranquilla | 5e       | 2,24 m |
| 2018 | Championnats NACAC                       | Toronto      | 5e       | 2,22 m |
| 2019 | Jeux panaméricains                       | Lima         | finale   | NM     |

## Records
| Épreuve         | Épreuve   | Marque | Lieu                     | Date                                         |
| --------------- | --------- | ------ | ------------------------ | -------------------------------------------- |
| Saut en hauteur | Plein air | 2,30 m | Nassau Gold Coast Nassau | 9 janvier 2016 11 avril 2018 11 janvier 2020 |
| Saut en hauteur | En salle  | 2,33 m | Banska Bystrica          | 11 février 2020                              |